# ЭТЦ-2011

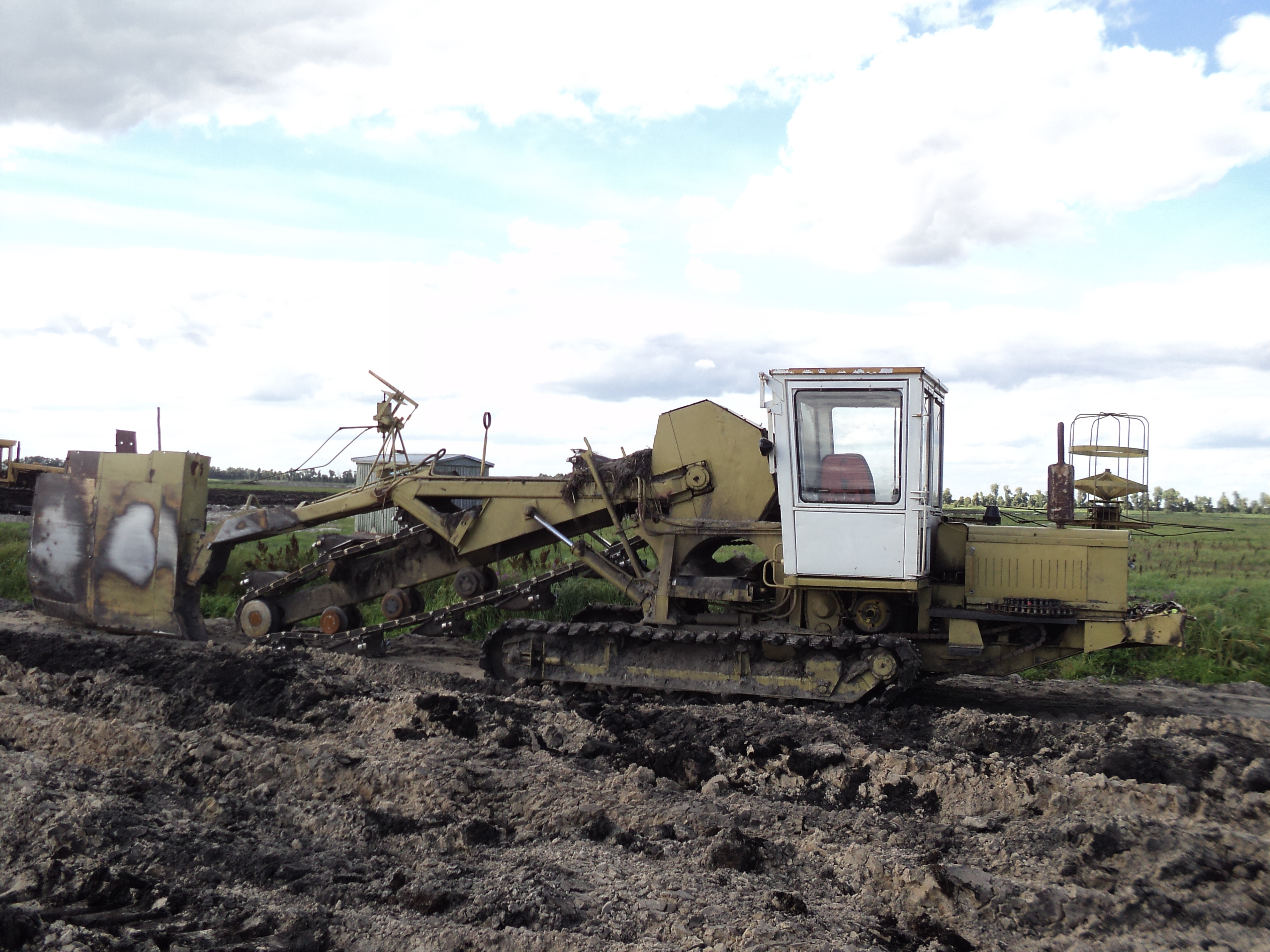
ЭТЦ-2011-2 в Белоруссии. Брестская область, 2011 год.

ЭТЦ-2011 — семейство экскаваторов-дреноукладчиков, разработанных и выпускавшихся в 1988—1991 годах производственным объединением «Таллэкс» (до 1975 года — Таллинский экскаваторный завод). Семейство включало в себя узкотраншейную модель ЭТЦ-2011-1 и широкотраншейную модель 2011-2 с ковшовым рабочим органом, а также не пошедшую в серию модель ЭТЦ-2010 со скребковым рабочим органом. Наибольшее распространение получила модель ЭТЦ-2011-2. Серия ЭТЦ-2011 стала продолжением серии ЭТЦ-202, выпускавшейся заводом в 1967—1989 годах. Основной задачей семейства ЭТЦ-2011 было создание траншей прямоугольного сечения шириной до 0,5 метров и глубиной до 2,3 метров с последующей укладкой в них керамических или пластмассовых труб для выполнения задач мелиорации в зонах осушения. Экскаваторы этого типа до сих пор используются в странах бывшего СССР. Сокращение ЭТЦ означает Экскаватор Траншейный Цепной, в индексе 2011 первые две цифры указывают глубину отрываемой траншеи в дециметрах (то есть 2 метра), последние — номер модели.

## История
Разработка моделей ЭТЦ-2010/2011 началась в середине 1980-х годов, эта серия должна была заменить серию ЭТЦ-202, которая серийно выпускалась (в трёх последовательных модификациях) с 1965-го по 1989 год. Новые модели отличались пониженным уровнем шума и вибраций, а также более высокой производительностью. Первые испытания узкотраншейной модели ЭТЦ-2010 начались в 1985 году, машина была сочтена перспективной (в частности, впервые в мире все трансмиссии в новом экскаваторе были гидравлическими). Ширина траншеи составляла 0,27 метров, в дальнейшем её планировали уменьшить до 0,20 метров. При глубине траншеи 1,4 метра рабочая скорость достигала 300—350 м/ч. В целях испытаний было изготовлено 11 машин. Из-за ряда нерешённых проблем ЭТЦ-2010  не пошёл в серийное производство, вместо него началось производство модели ЭТЦ-2011. Эта модель имела два варианта: узкотраншейный ЭТЦ-2011-1 и широкотраншейный ЭТЦ-2011-2. Узкотраншейный вариант был изготовлен небольшой партией в 11 машин, в серийное производство, начавшееся в 1988 году, пошёл только широкотраншейный.  Производство продолжалось до приватизации «Таллэкса» в 1991 году. Всего было произведено 1963 машины ЭТЦ-2011.

## Особенности
Серия ЭТЦ-2011 отличается от родительской модели ЭТЦ-202 повышенной мощностью, пониженным уровнем шума и вибраций. Мощность двигателя была увеличена до 75 л. с. (55 кВт). Машины также оснащались оборудованием для укладки керамических и пластмассовых дрен с рулонным и гравийно-сыпучим фильтрующим материалом, устройством для присыпки дрен грунтом. Машины оснащались лазерной системой автоматического регулирования глубины копания. ЭТЦ-2011-1 может работать на грунтах с наличием отдельных твёрдых включений до 100 мм, может обсыпать дренажную трубу песчано-гравийной смесью, шлаком, щепой или фильтрующим гранулированным полистирольным материалом (стиромулем).

## Технические характеристики
Основные характеристики трёх моделей серии представлены в следующей таблице. Для сравнения рядом даны характеристики машины-предшественника ЭТЦ-202Б.
| Модель                                          | ЭТЦ-202Б                                       | ЭТЦ-2010                                       | ЭТЦ-2011-1                                     | ЭТЦ-2011-2                                     |
| ----------------------------------------------- | ---------------------------------------------- | ---------------------------------------------- | ---------------------------------------------- | ---------------------------------------------- |
| Наибольшая глубина траншеи, м                   | 2,2                                            | 2,3                                            | 2,3                                            | 2,3                                            |
| Ширина траншеи, м                               | 0,50                                           | 0,27                                           | 0,25                                           | 0,5                                            |
| Уклон дна траншеи                               | 0,02—0,002                                     | 0,02—0,002                                     | 0,02—0,002                                     | 0,02—0,002                                     |
| Марка двигателя                                 | Д-242                                          | Д-240                                          | Д-240                                          | Д-240                                          |
| Мощность двигателя, л. с. (кВт)                 | 60 (44)                                        | 75 (55)                                        | 75 (55)                                        | 75 (55)                                        |
| Рабочая скорость, м/ч                           | 14—620                                         | 14—825                                         | 14—825                                         | 14—825                                         |
| Транспортная скорость, км/ч                     | 1,18—4,71                                      | 1,45—5,51                                      | 1,45—5,51                                      | 1,45—5,51                                      |
| Регулирование скорости (рабочей и транспортной) | гидравлическое                                 | гидравлическое                                 | гидравлическое                                 | гидравлическое                                 |
| Тип рабочего органа                             | ковшовая цепь                                  | скребковая цепь                                | ковшовая цепь                                  | ковшовая цепь                                  |
| Число ковшей                                    | 12                                             |                                                | 20                                             | 15                                             |
| Ёмкость ковша, л                                | 23                                             |                                                |                                                |                                                |
| Скорость рабочей цепи, м/с                      |                                                |                                                | 1,06 и 1,72                                    | 0,91 и 1,47                                    |
| Механизм подъёма рабочего органа                | гидравлический                                 | гидравлический                                 | гидравлический                                 | гидравлический                                 |
| Способ удаления грунта                          | ленточный конвейер, в любую сторону от траншеи | ленточный конвейер, в любую сторону от траншеи | ленточный конвейер, в любую сторону от траншеи | ленточный конвейер, в любую сторону от траншеи |
| Длина, м                                        |                                                | 11,35                                          | 11,35                                          | 11,35                                          |
| Ширина с барабаном, м                           |                                                | 3,21                                           | 3,21                                           | 3,21                                           |
| Высота по трубоукладчику, м                     |                                                | 5,68                                           | 5,68                                           | 5,68                                           |
| Масса, кг                                       | 10 800                                         |                                                | 12 200                                         | 12 500                                         |
| Тип движителя                                   | гусеничный                                     | гусеничный                                     | гусеничный                                     | гусеничный                                     |
| Давление на грунт, кг/см² (кПа)                 | 0,33 (32,4)                                    | 0,30 (29,4)                                    | 0,30 (29,4)                                    | 0,30 (29,4)                                    |

## ЭТЦ-2012
В связи с прекращением выпуска ЭТЦ-2011 году в России возник дефицит дреноукладочной техники. Для его компенсации в 2002—2003 годах ВНИИГиМ совместно с АО «ВНИИземмаш» произвели незначительную модернизацию этой модели, одновременно переведя его на полностью российскую комплектацию. Модель получила название ЭТЦ-2012. По результатам проведённых в 2002 году приёмочных испытаний было сочтено, что работа машины соответствует действующим нормативным документам и что модель может быть запущена в производство. Однако по состоянию на 2010 год выпуск дреноукладчика ЭТЦ-2012 не был налажен.

## Память
- В 2008 году в Подмосковье в посёлке Уваровка был установлен памятник экскаватору ЭТЦ-2011. Памятник представляет собой экскаватор ЭТЦ-2011-2, расположенный на постаменте. Надпись на табличке гласит: «ЭТЦ-2011 экскаватор траншейный цепной. Мелиорация (улучшение) земель — основа эффективного ведения сельского хозяйства». Памятник установлен коллективом ПМК-22 «Водострой»[9].

- В Латвийском сельскохозяйственном музее «Калеи» в городе Талси имеется экземпляр ЭТЦ-2011-2 выпуска 1989 года.

## Галерея

ЭТЦ-2011-2 в Белоруссии. Брестская область, 2011 год
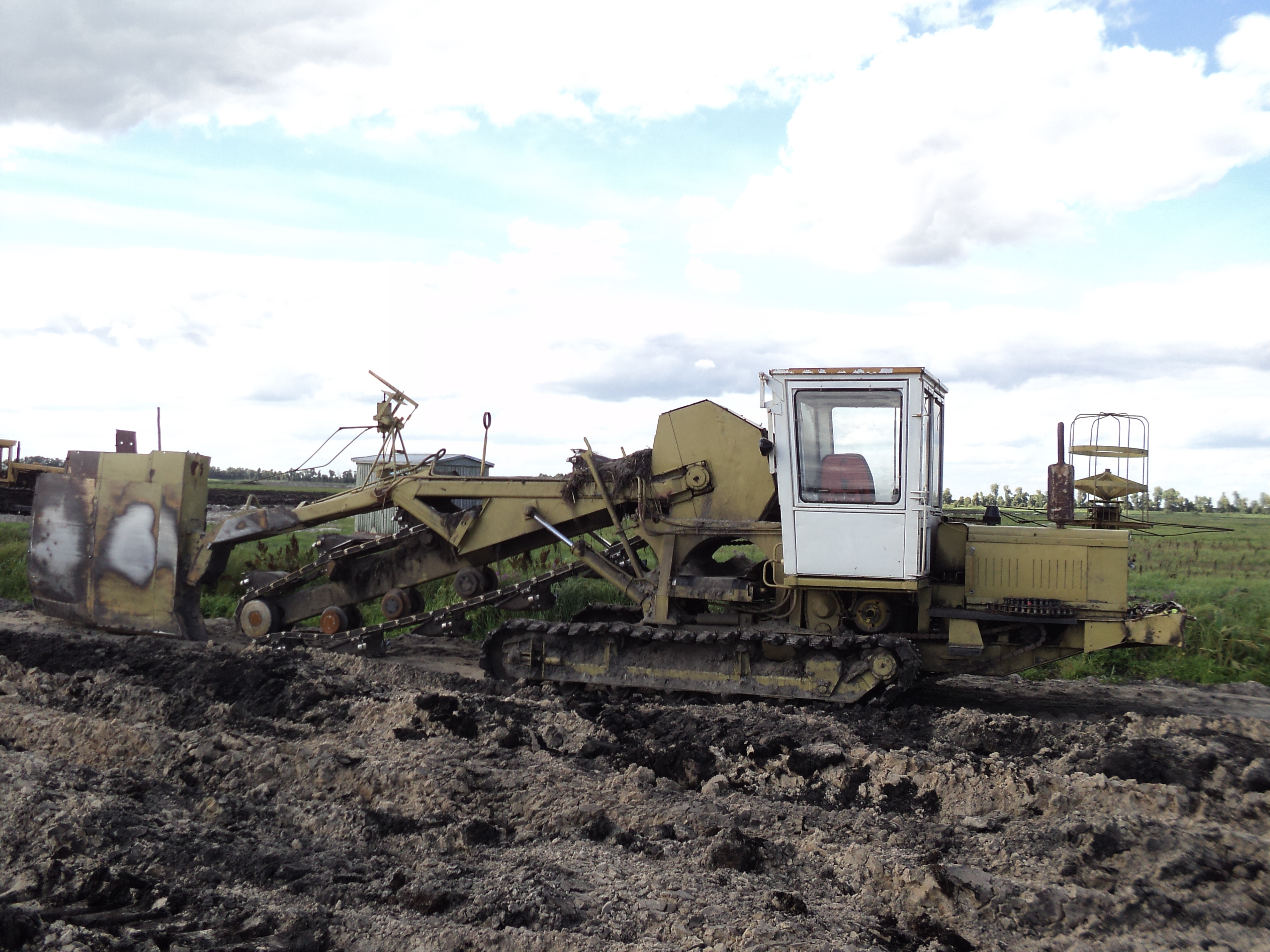
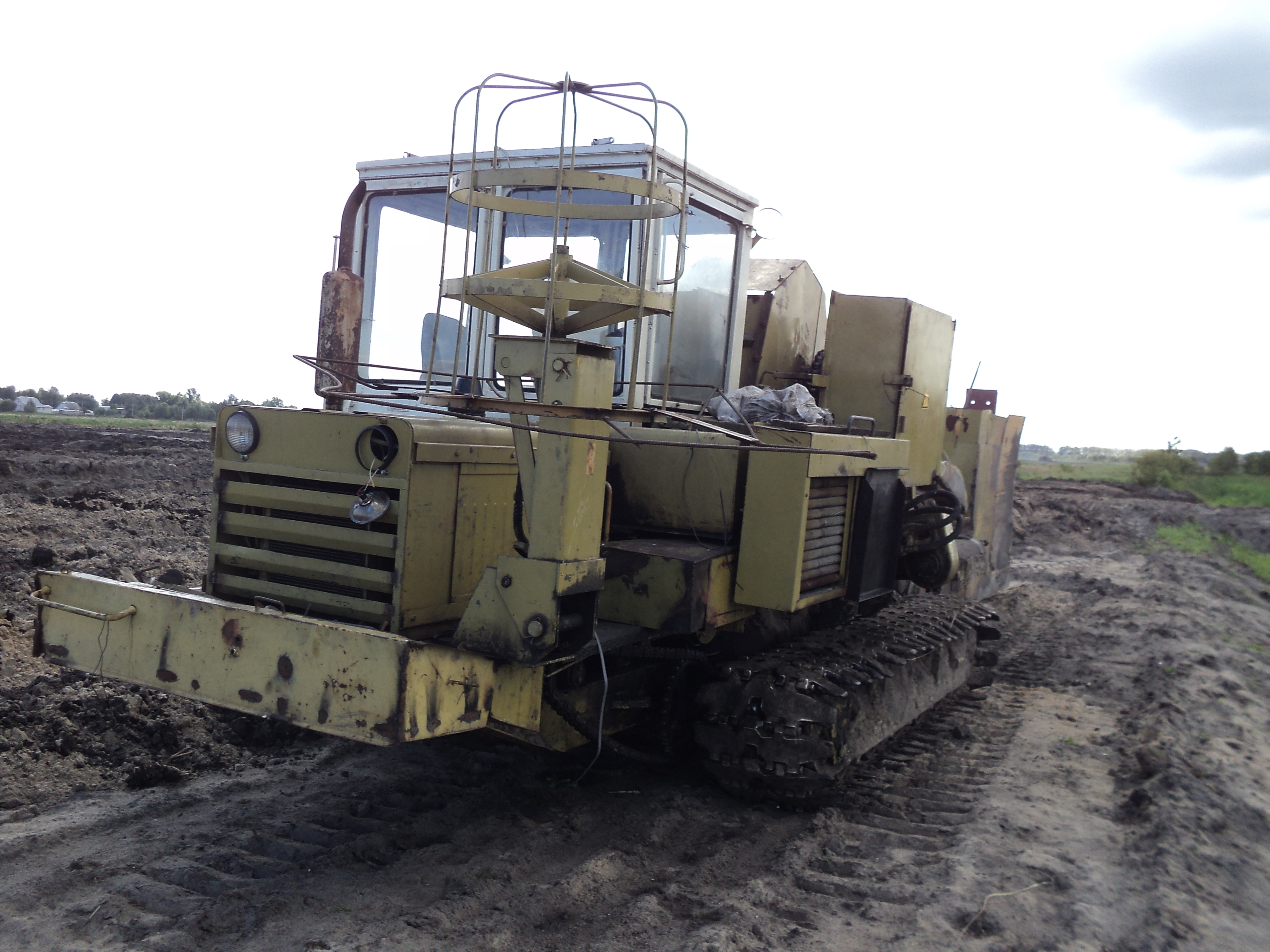
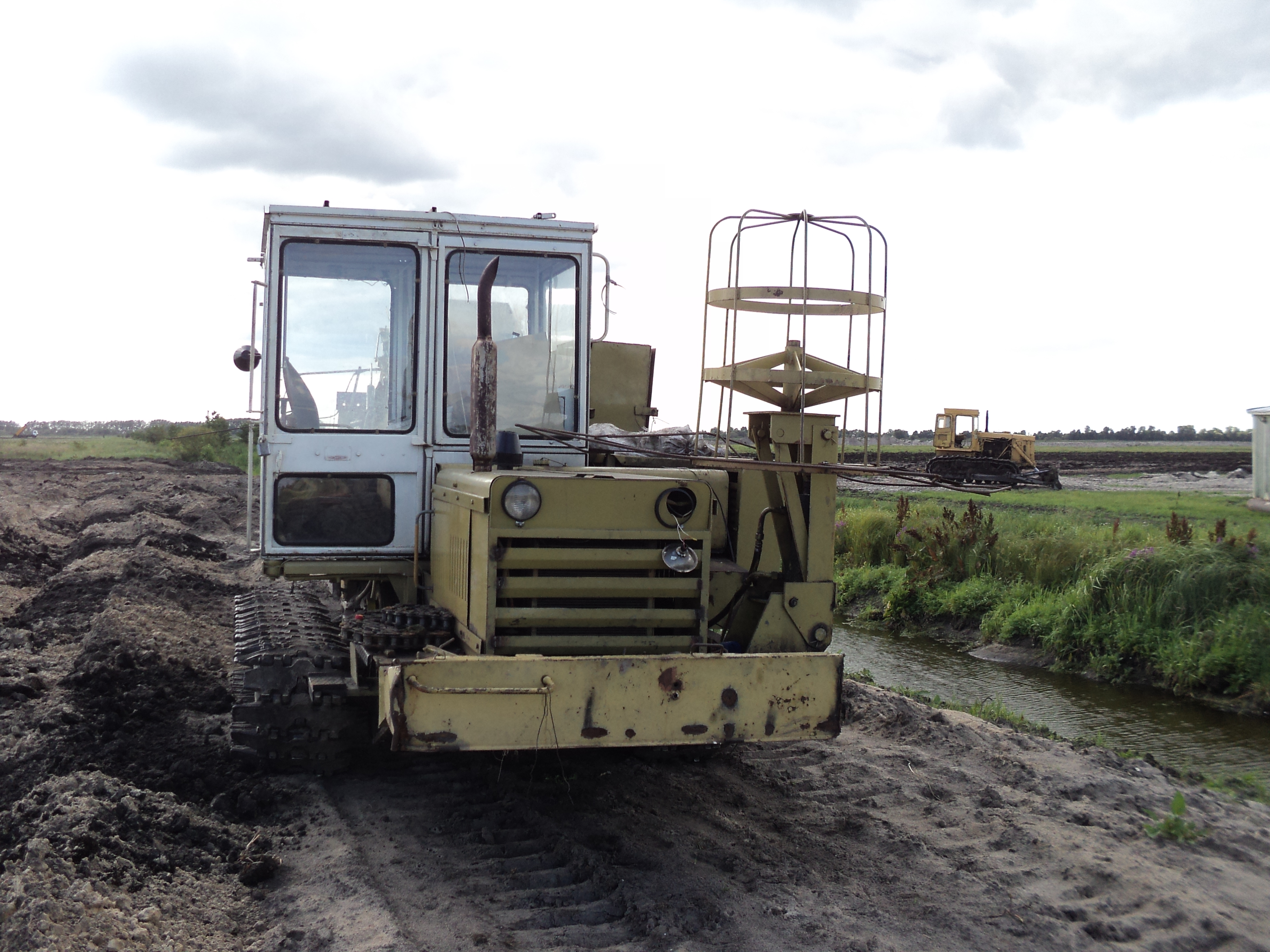
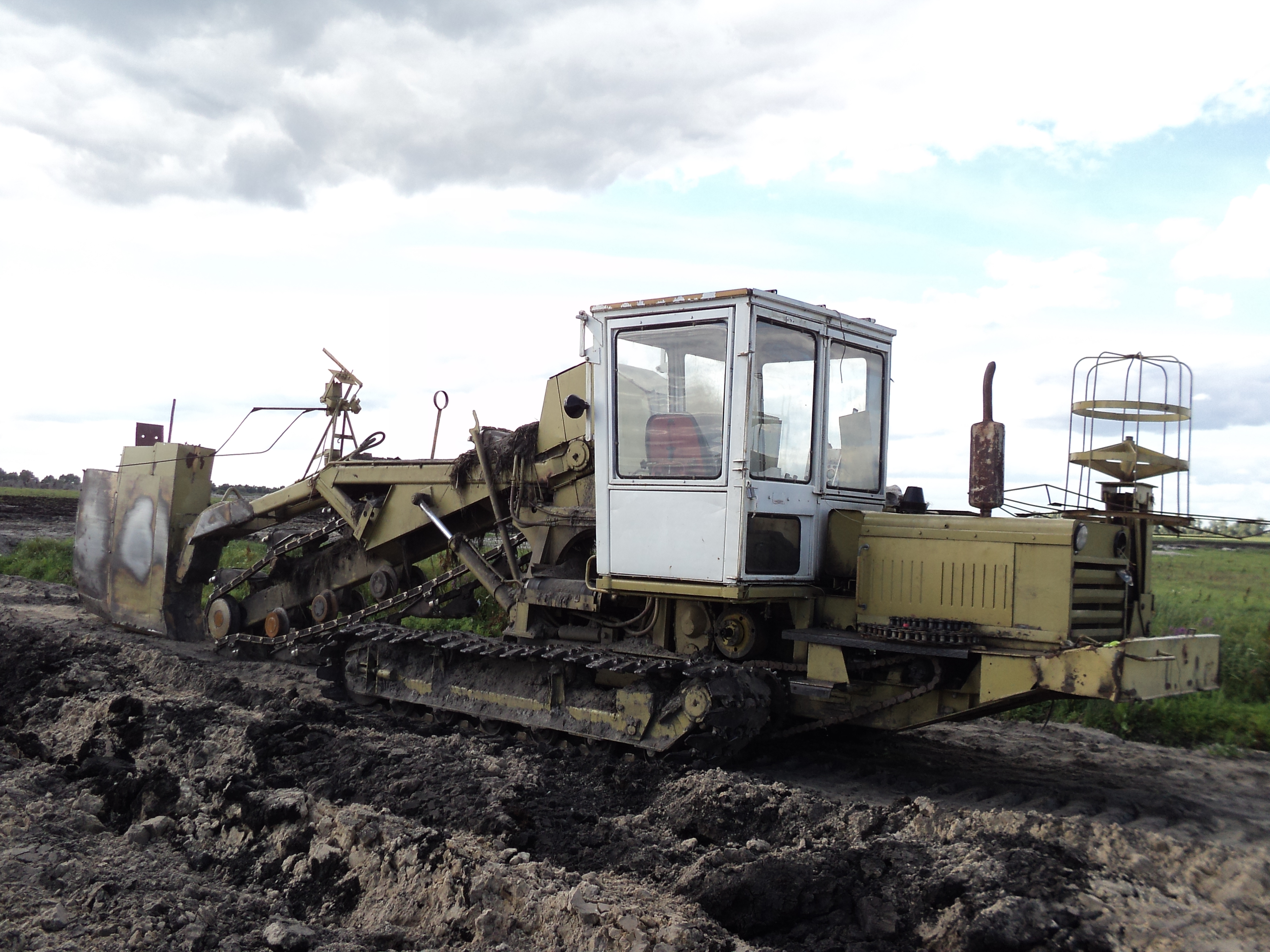
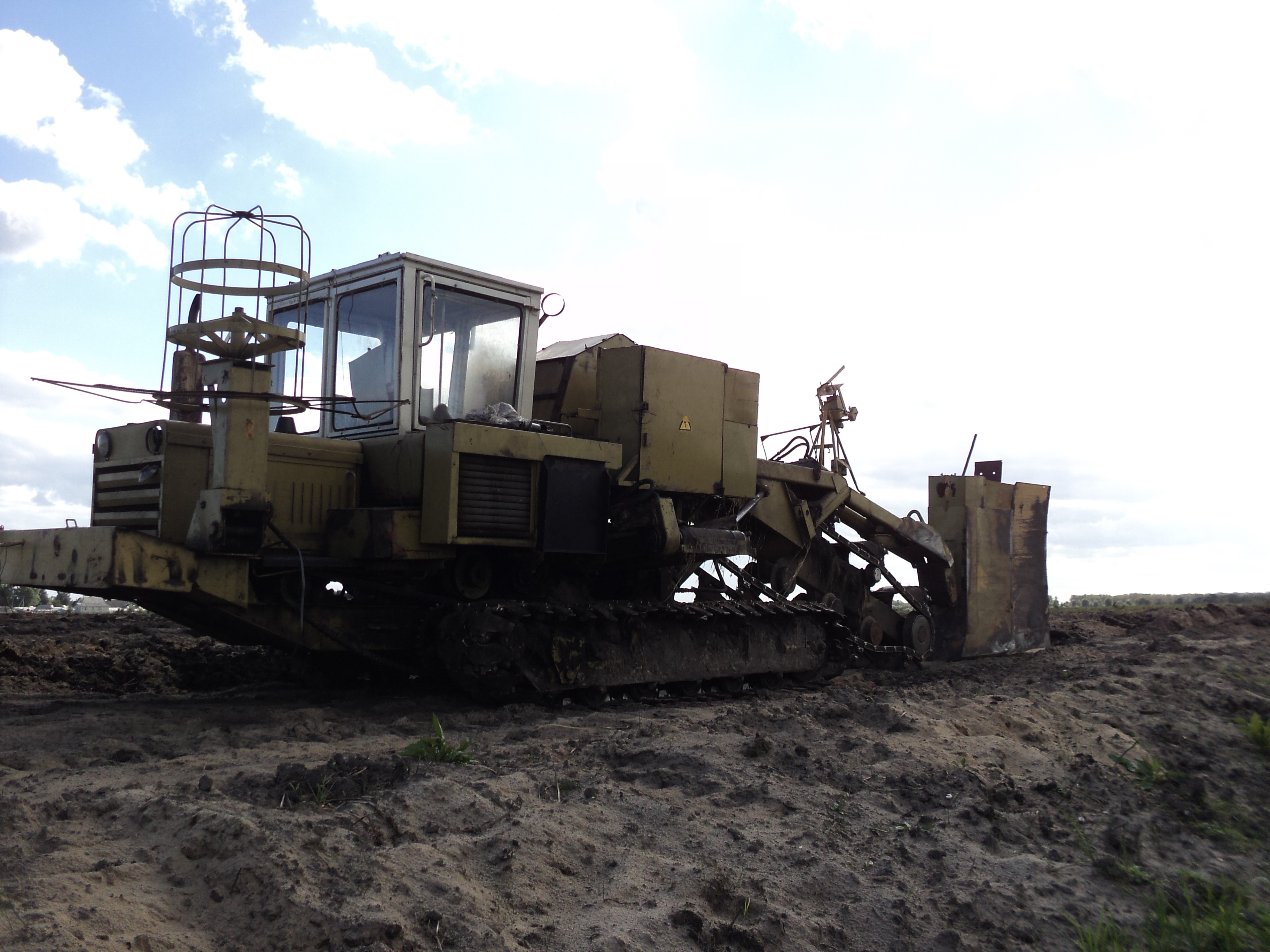
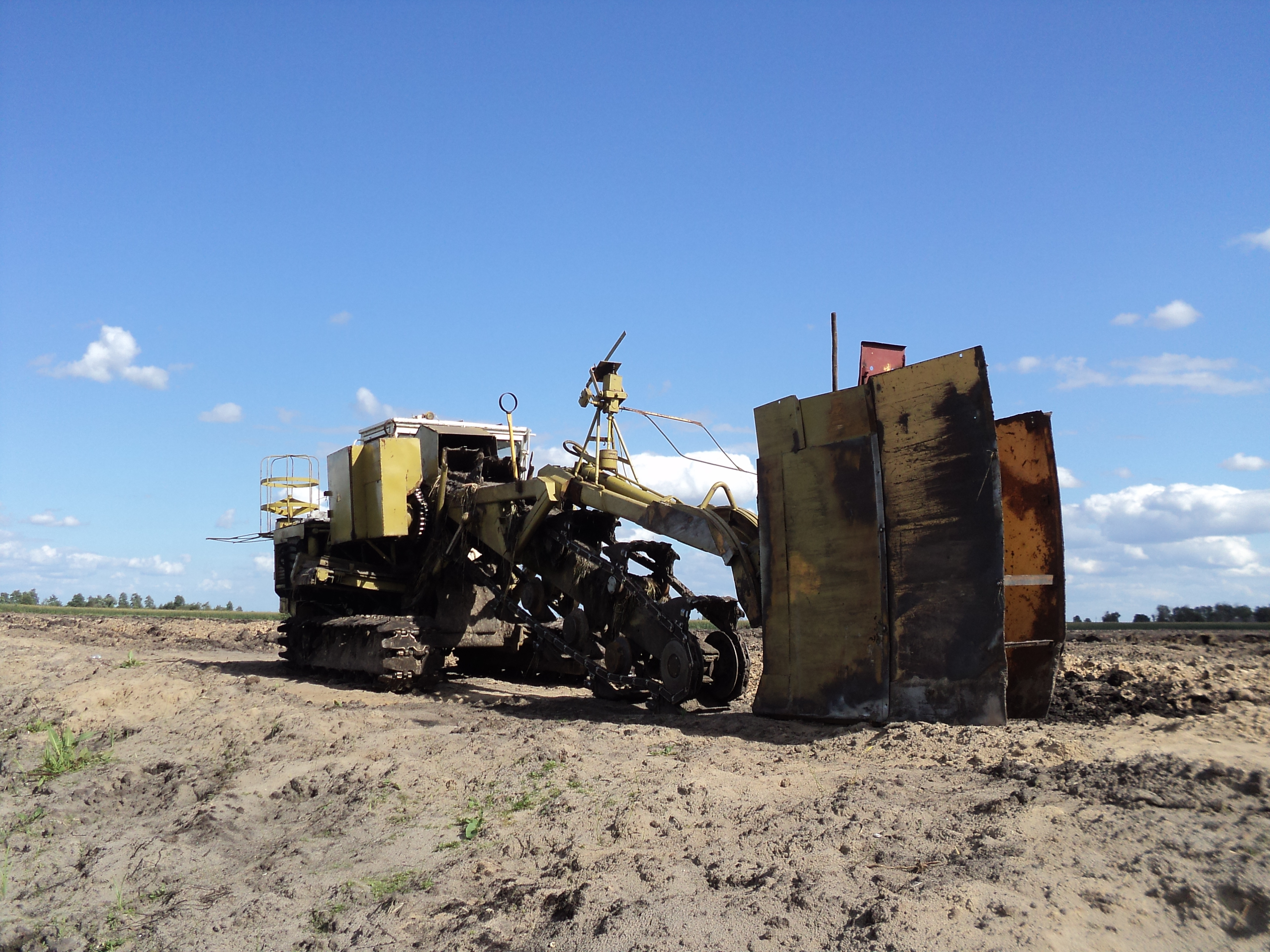
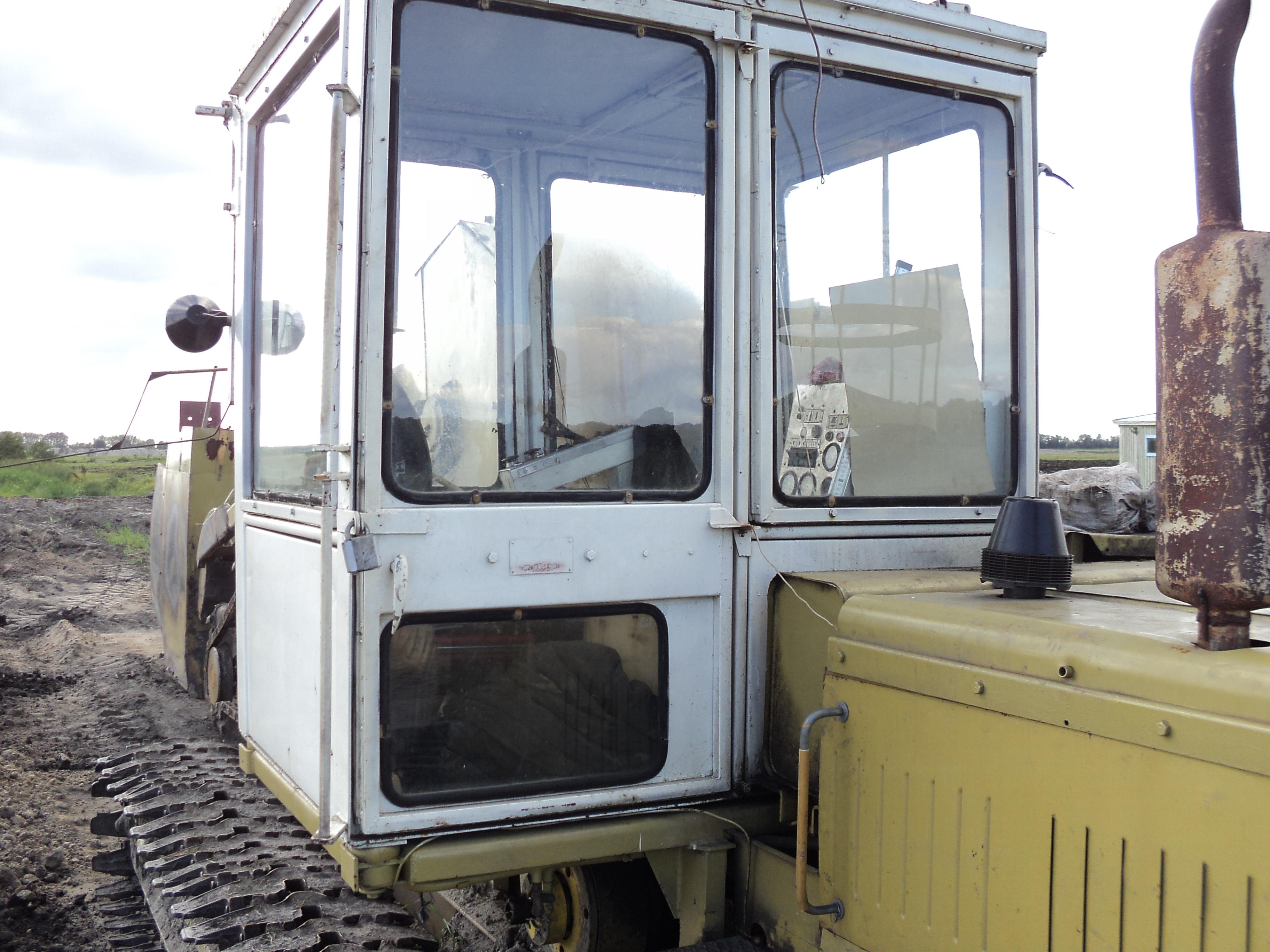